# Stadtkirche Olbernhau

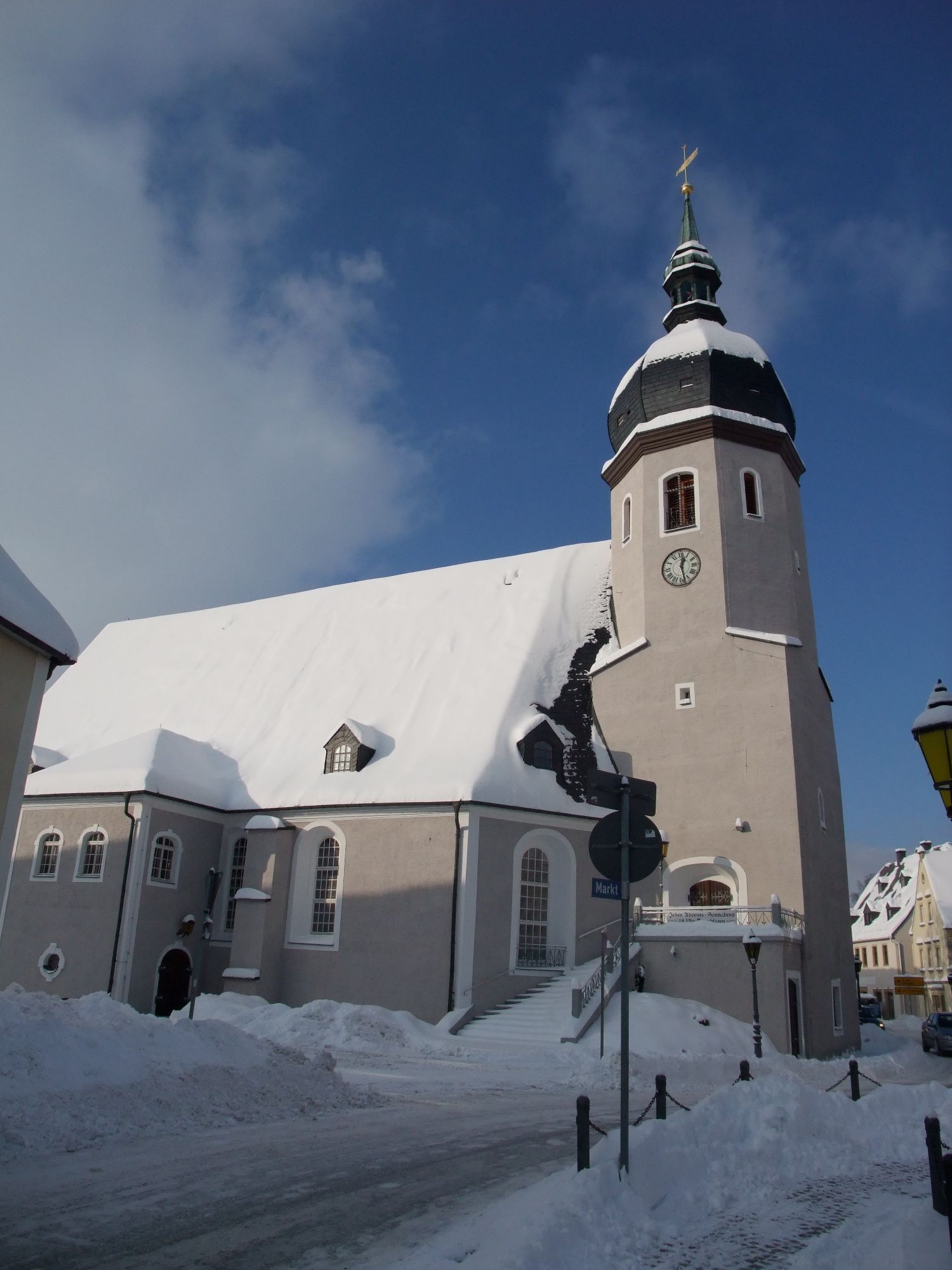
Stadtkirche Olbernhau von Südwesten (2010)

Die Stadtkirche Olbernhau am Marktplatz von Olbernhau gehört zum Kirchspiel Olbernhau in der Evangelisch-Lutherischen Landeskirche Sachsens. Die Kirche wurde 1590 eingeweiht und steht als Sächsisches Kulturdenkmal unter Denkmalschutz.

## Bau- und Nutzungsgeschichte
Die Kirche von Olbernhau wurde von 1584 bis 1590 am Marktplatz von Olbernhau errichtet. Olbernhau erhielt erst 1902 das Stadtrecht, daher ist der Name Stadtkirche neueren Ursprungs.
Ende des 16. Jahrhunderts entstand auch der Kirchhof, der von 1596 bis 1862 als Friedhof diente. Aus dieser Nutzungsperiode stammt das Grufthaus der Familie Oemichen, Rittergutsbesitzer in Olbernhau.
Am 7. Mai 1639 zerstörte schwedische Kavallerie während des Dreißigjährigen Kriegs viele Gebäude in Olbernhau durch Brandschatzung. Auch die Kirche brannte bis auf die Grundmauern nieder.
1648 wurde die Kirche auf den alten Umfassungsmauern wieder aufgebaut.
Von 1985 bis 1993 wurde die Kirche aufwändig restauriert. Sie konnte am 9. November 1993 wieder feierlich eingeweiht werden.

## Architektur und Ausstattung

### Kirchenbau

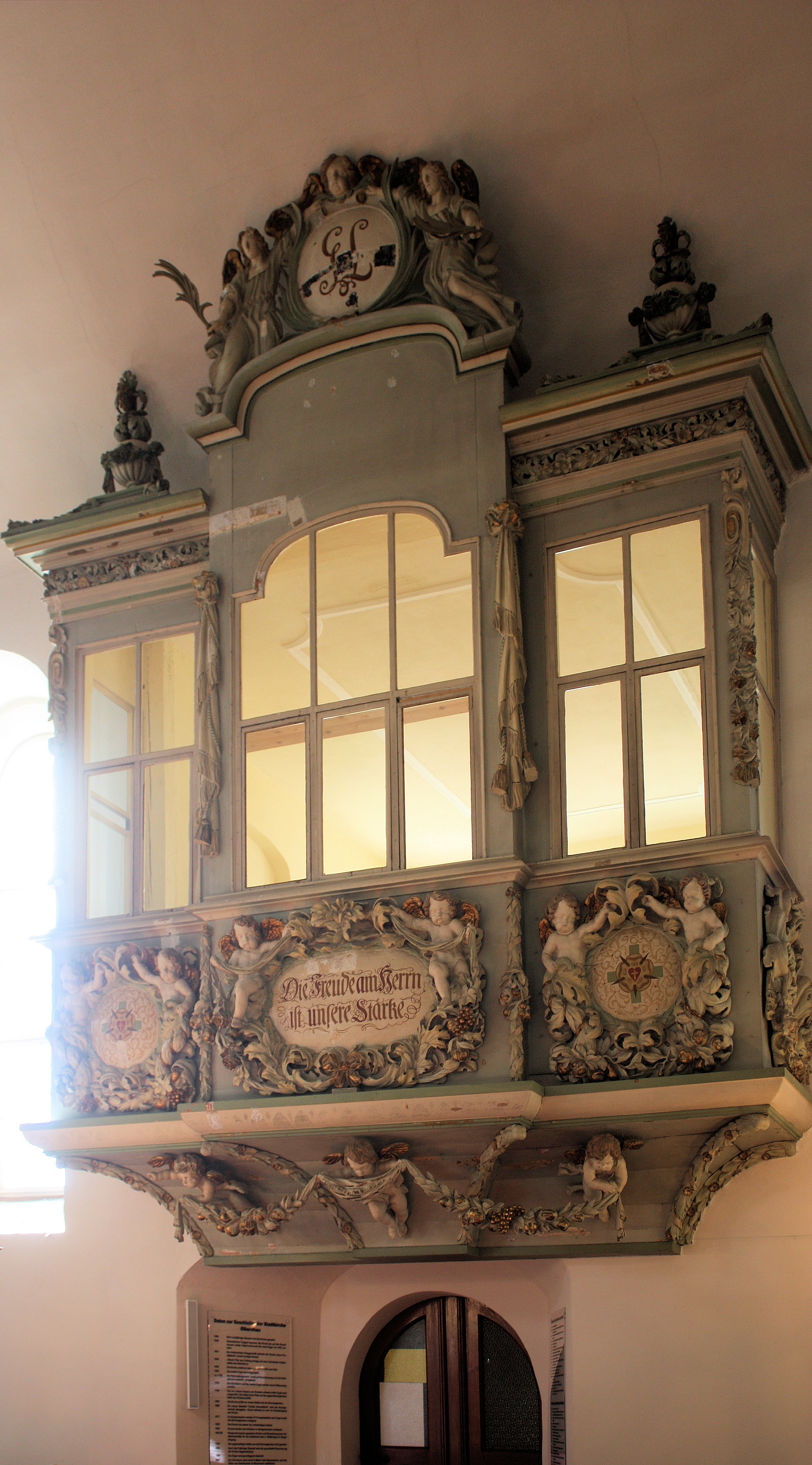
Patronatsloge

Bei der Stadtkirche handelt es sich der Form nach um eine einfache Saalkirche aus verputztem Bruchstein, deren Nord- und Südabschluss polygonal gestaltet ist. Der Turm hat im unteren Bereich einen quadratischen Grundriss, ab Höhe des Kirchendachs ist der Turms oktogonal. Das Turmdach ist eine Zwiebelhaube mit aufgesetzter Laterne.
Im Inneren weist die Kirche ein Tonnengewölbe mit nahezu vollständig umlaufenden Emporen auf. Der Kirchenraum war ursprünglich farbig gestaltet, ist aber heute weiß. Eine Besonderheit ist die Patronatsloge mit reichem Zierrat.

### Ausstattung
Zur Kirchenausstattung gehören ein Altar von 1641 oder 1648 mit einem Ölgemälde als Altarbild, welches das Letzte Abendmahl darstellt und die Kopie eines Gemäldes von Albrecht Dürer ist. Das Bild wurde vom Freiberger Maler Johann Finck auf einer Kupferplatte angefertigt, die der Faktor der Grünthaler Saigerhütte, August Rothe, bereitstellte. Bemerkenswert sind ferner ein Taufbecken von 1790, eine Kanzel aus der Entstehungszeit der heutigen Kirche und zwei Kruzifixe aus dem 17. Jahrhundert. Auffällig ist die Patronatsloge an der Ostseite des Kirchenraums. Sie ist nur von außen zugänglich und wurde von den Angehörigen der Patronatsfamilie bis zu den 1930er Jahren genutzt.

### Orgel

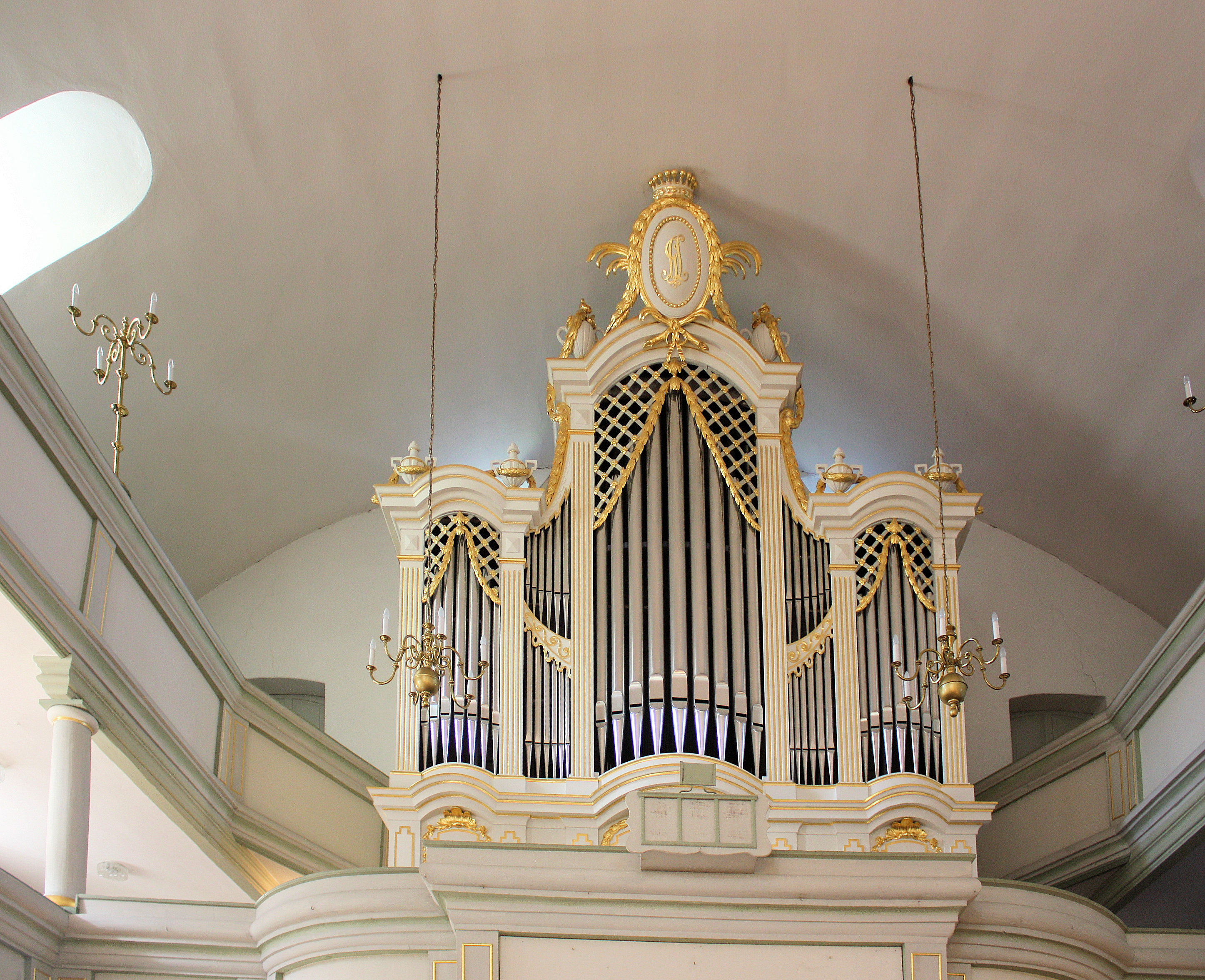
Orgel der Stadtkirche

Eine erste Orgel wurde 1621 in der Kirche aufgestellt. Sie wurde schon bald ein Opfer der damaligen Kriegswirren. Bereits 1656 konnte eine neue Orgel eingebaut werden, die aber 1783 durch einen Blitzschlag zerstört wurde. Die heutige Orgel stammt von 1790 und wurde von Johann Christian Kayser erbaut. Sie wurde 1996 von Orgelbauer Georg Wünning restauriert und verfügt über 21 Register auf zwei Manualen und Pedal.
Die Disposition der Orgel lautet:
| I Hauptwerk C–d3 |      |
| Bourdon          | 16′  |
| Principal        | 8′   |
| Gedackt          | 8′   |
| Viola di Gamba   | 8′   |
| Octave           | 4′   |
| Gedackt          | 4′   |
| Quinte           | 3′   |
| Octave           | 2′   |
| Cornet IV D      |      |
| Mixtur IV        | (2′) |

| II Oberwerk C–d3 |         |
| Rohrflöthe       | 8′      |
| Quintadine       | 8′      |
| Principal        | 4′      |
| Rohrflöthe       | 4′      |
| Nasat            | 3′      |
| Octave           | 2′      |
| Mixtur III       | (1 ⁄3′) |

| Pedal C–c1   |     |
| Sub Baß      | 16′ |
| Octav Baß    | 8′  |
| Flötenbaß    | 8′  |
| Posaunen Baß | 16′ |

- Koppeln: Hauptwerk - Oberwerk (Schiebekoppel), Baßventil (Koppel Pedal - Hauptwerk)

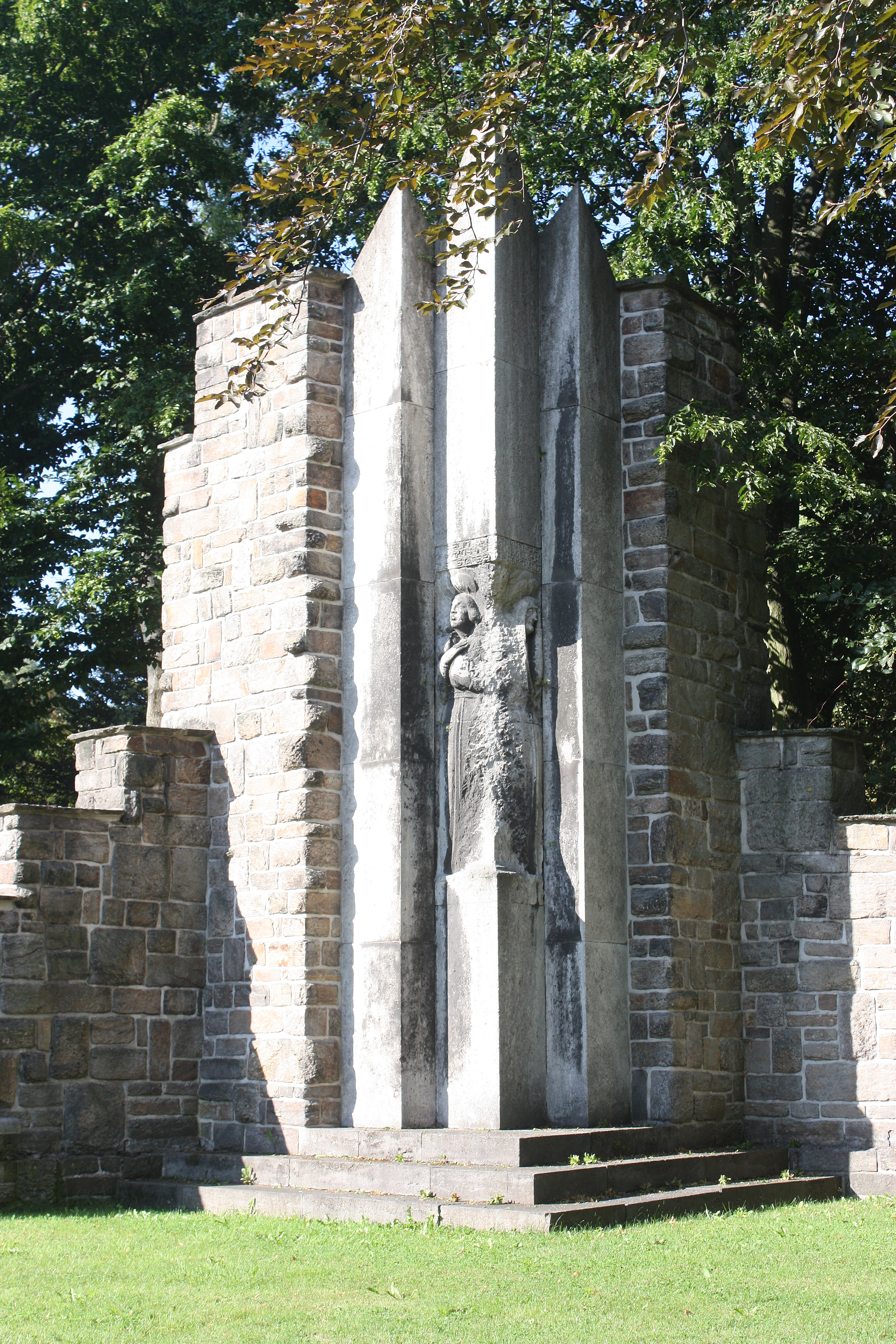
Denkmal für die Kriegsopfer 1912–1918

- Schwebung

### Kirchhof und Kriegerdenkmal
Der Kirchhof umfasst den ehemaligen Friedhof, mehrere Denkmale und Grabstätten der Rittergutsbesitzer-Familie Oehmichen ab 1584. Das dazu gehörige Grufthaus von 1685 ist ein freistehender, aufwendig gestalteter Pavillon.
Auf dem Kirchhof wurde 1741 Carl Gottlob von Leubnitz beigesetzt.
1922 bildete die Stadt einen Ausschuss zur Errichtung eines Ehrenmals für die Gefallenen und Vermissten des Ersten Weltkriegs. Das Denkmal wurde auf dem Areal der Stadtkirche errichtet, und am 20. September 1925 eingeweiht. Der Entwurf der Mauer aus grob behauenem Stein und die Ausführung der Relief-Figuren in der Mitte stammt vom Chemnitzer Bildhauer Bruno Ziegler. Auf Bronzetafeln links und rechts der Figuren sind die Namen von 372 Opfern des Ersten Weltkrieges aus Olbernhau verzeichnet. Daneben ist eine Widmungsplatte für die Opfer des Zweiten Weltkriegs angebracht, letztere ohne Nennung der einzelnen Namen.